# Center Township (comté de Hickory, Missouri)
Center Township est un ancien township du comté de Hickory dans le Missouri, aux États-Unis,.
Le township est fondé en 1845 et baptisé en référence à sa localisation géographique.

## Source de la traduction
- (en) Cet article est partiellement ou en totalité issu de l’article de Wikipédia en anglais intitulé « Center Township, Hickory County, Missouri » (voir la liste des auteurs).